# МЭС
МЭС (мотовоз — электростанция) — двухосный тепловоз-электростанция Калужского машиностроительного завода.

## История
Для питания электроэнергией и передвижения путевых машин и механизмов в Проектно-конструкторском бюро Главного управления пути и сооружений МПС был разработан проект тепловоза-электростанции. По этому проекту Калужский машиностроительный завод в 1956 г. построил опытный локомотив, получивший обозначение МЭС-001.

## Конструкция опытного тепловоза
Тепловоз МЭС-001 имел капотный кузов, установленный на листовой раме. Рессорное подвешивание состояло из листовых надбуксовых рессор и спиральных пружин.
На тепловозе был установлен дизель 1Д12 мощностью 300 л.с.
С валом дизеля были соединены тяговый генератор ПН-1750 мощностью 200 кВт и синхронный генератор трёхфазного тока частотой 50 Гц СД-128/4 той же мощности для питания путевых машин и механизмов.
В качестве тяговых электродвигателей были использованы электродвигатели ДК-304Б тепловозов серий ТЭ1 и ТЭ2 (мощность 98 кВт).
Вода, охлаждавшая дизель и масло на тепловозе, поступала в радиаторы холодильника, воздух через которые прогонялся эжекторами, использовавшими отработавшие газы дизеля. Этим достигалась некоторая автоматичность регулирования температуры воды и масла.
Тепловоз МЭС-001 имел нагрузку от осей на рельсы 19 т (сцепная масса 38 т); при скорости 5 км/ч он развивал силу тяги 5000 кГ.
Первые эксплуатационные испытания тепловоза проводились на участке Фрязево — Ногинск.

## Конструкция серийного тепловоза
В конце 1957 г. Калужский завод выпустил тепловоз МЭС-02, проект которого был переработан тем же проектно-конструкторским бюро под руководством инженера В. Е. Гора. На этом тепловозе был несколько увеличен капот кузова, применены роликовые буксы и колёсные пары с зубчатой передачей моторного электровагона серии СД. От этого вагона были также взяты и тяговые электродвигатели ДПИ-150.
На тепловозе МЭС-02 также был установлен дизель 1Д12. Вместо тягового генератора ПН-1750 был установлен генератор МПТ-49/25-3 мощностью 195 кВт. Трёхфазный генератор СД-128/4 остался без изменений.
Тяговые электродвигатели ДПИ-150 были переведены на независимую вентиляцию, для чего около каждого из них установили небольшой мотор-вентилятор с электродвигателем трёхфазного тока. На тепловозе был использован компрессор Э-400 с приводом от электродвигателя АП мощностью 10 кВт.
Контроллер машиниста имел 14 позиций. Цепи управления, освещения и зарядки аккумуляторной батареи питались от вспомогательного генератора, установленного на дизеле.
На тепловозе имелся запас топлива 1400 кг, масла — 100 кг, воды и песка — по 150 кг. Тепловоз имел общую служебную массу 40,4 т, причём нагрузка от передней оси была 20,5 т, а от задней — 19,9 т.
При трогании с места тепловоз мог развивать силу тяги 6400 кГ, при скорости 23 км/ч — 2500 кГ. Конструкционная скорость составляла 80 км/ч.
Первые испытания тепловоза МЭС-02 проводились в декабре 1957 г. на Калужском заводе.

## Серийное производство
Исходя из результатов испытаний тепловоза МЭС-02 комиссия, проводившая их, в 1958 г. предложила построить партию таких тепловозов, внеся в их конструкцию ряд изменений.
Калужский завод выпускал тепловозы-электростанции в 1958 - 1960 гг., причём на части построенных тепловозов вместо генератора СД-128/4 был установлен генератор ГС-104-4:
| Год   | Количество |
| ----- | ---------- |
| 1958  | 17         |
| 1959  | 36         |
| 1960  | 9          |
| Итого | 62         |